# Chod beloj korolevy
Chod beloj korolevy (Ход белой королевы) è un film del 1971 diretto da Viktor Aleksandrovič Sadovskij.

## Trama
L'allenatore decide di lasciare lo sport, ma il suo allievo, che ha vinto il campionato di sci negli Alti Tatra, lo riporta al suo amato lavoro.